# Навадурга

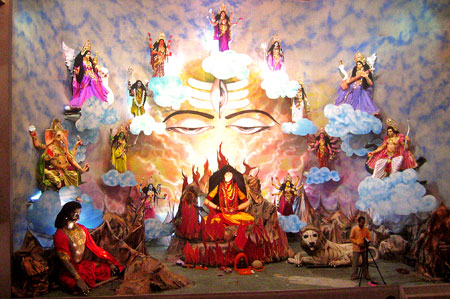
Навадурга в Варанаси.

Наваду́рга (санскр. नवदुर्गा, букв. «девять Дург») в индуизме — богиня-мать Дурга в девяти своих наиболее священных формах и ипостасях: Шайлапутри, Брахмачарини, Чандраганта, Кушманда, Скандамата, Катьяяни, Каларатри, Махагаури и Сиддхидатри. Этим девяти формам Дурги поклоняются в ходе девятидневного индуистского фестиваля Наваратри.
Согласно верованиям последователей шактизма, Дурга проявила себя в трёх основных формах: Махасарасвати, Махалакшми и Махакали. Эти три формы соответственно олицетворяют энергии, или шакти Брахмы, Вишну и Шивы. Каждая из этих форм проявила ещё две формы, которые получили общее название Навадурга.